# Суперкубок Кіпру з футболу 2000
Суперкубок Кіпру з футболу 2000 — 32-й розіграш турніру. Матч відбувся 9 вересня 2000 року між чемпіоном Кіпру клубом Анортосіс та володарем кубка Кіпру клубом Омонія.
| Володар Суперкубка Кіпру 2000 |
| ----------------------------- |
|                               |
| Анортосіс Шостий титул        |

## Матч

### Деталі
| 9 вересня 2000 |

| Анортосіс | 2:1 | Омонія |
| --------- | --- | ------ |
|           |     |        |

| Стадіон «ГСП», Нікосія |